# Moosomin
Moosomin är en ort i Kanada.   Den ligger i provinsen Saskatchewan, i den sydöstra delen av landet, 2 000 km nordväst om huvudstaden Ottawa. Moosomin ligger 581 meter över havet och antalet invånare är 2 657 (2021). 
Terrängen runt Moosomin är platt. Trakten runt Moosomin är nära nog obefolkad, med mindre än två invånare per kvadratkilometer..
Trakten runt Moosomin består till största delen av jordbruksmark.